# Ould Biram
Ould Biram est une commune et une ville du sud-ouest de la Mauritanie, située dans le département de Boghé de la région de Brakna, à la frontière avec le Sénégal.